# 마블 매드니스
《마블 매드니스》(Marble Madness)는 아타리 게임스가 1984년에 공개한 아케이드 게임이다. 체코의 프로그래머인 마크 센리가 제작하였다. 플레이어는 트랙볼로 구슬(marble)을 움직여 제한 시간 안에 미로를 통과해야 한다.